# European Masters (Snooker)
Die European Masters war eine Turnierserie im Snooker im Status eines Ranglistenturniers der World Snooker Tour. Erstmals wurde das European Masters 2016 in den Spielplan der Saison 2016/17 aufgenommen. Es wurde als Gegengewicht zu den britischen und chinesischen Turnieren eingerichtet, um Snooker in anderen europäischen Ländern zu fördern.

## Geschichte
Das Turnier steht in einer längeren Tradition. In den 1990er Jahren gab es bereits das European Open, aus dem Mitte der 2000er der Malta Cup wurde. In den 2010ern wurde die Players Tour Championship ins Leben gerufen, in deren Rahmen es auch zahlreiche Kleinturniere auf dem europäischen Kontinent gab. Das Masters folgte unmittelbar auf das Ende der Tour.
Anfangs wechselten sich verschiedene Länder auf dem Kontinent in der Austragung ab. Das European Masters 2016 war das erste Profisnookerturnier in Rumänien, 2019 kam die Profitour erstmals nach Österreich. Dazwischen wurde zweimal in Belgien gespielt, ein Land mit einer großen Billardtradition.
Die Saison 2020/21 war eine Ausnahmesaison wegen der COVID-19-Pandemie. Die Turniere der Profitour liefen zwar alle weiter, sie wurden aber fast alle in England in Milton Keynes unter Quarantänebedingungen gespielt, auch das Masters. In der folgenden Saison wurde kein Austragungsort auf dem Kontinent gefunden und es wurde ein zweites Mal in Milton Keynes gespielt.
Die Pandemie hatte auch zum Ende des Paul Hunter Classic geführt, das traditionell in der Stadthalle von Fürth ausgetragen worden war. 2022 wurde der beliebte Spielort für das European Masters genutzt. Im Jahr darauf ging das Turnier in die Nachbarstadt Nürnberg.
Promoter McCann/Thiess (McCann Worldgroup Romania & Thiess Holding) richteten das Turnier im ersten Jahr aus. Danach übernahmen verschiedene Wettanbieter das Sponsoring. 2020 übernahmen BetVictor. Sie machten das Turnier zu einem Teil der European Series, einer wechselnden Anzahl von Turnieren aus der Profitour, für die es eine Gesamtwertung und eine Zusatzprämie gab.
In der Saison 2023/24 waren die chinesischen Turniere nach der Pandemie wieder in den Tourkalender zurückgekehrt. Außerdem begann Saudi-Arabien, sich neu im Profisnooker zu engagieren. Damit gab es neue, interessante Turniere und das European Masters wurde eingestellt.

## Turnierstatistik
Rekordsieger des Turniers ist Judd Trump, der die ersten beiden Ausgaben gewinnen konnte. Danach gab es nur noch wechselnde Einmalsieger. Ein besonderes Ende gab es beim Turnier 2020 mit dem zweithöchsten Zu-Null-Sieg bis dahin in einem Endspiel der Profitour nach dem 10:0 bei Grand Prix 1989.
| Jahr                                        | Austragungsort                              | Sieger                                      | Ergebnis                                    | Finalist                                    | Sponsor                                     | Saison                                      |
| European Masters – Ranglistenturnier-Status | European Masters – Ranglistenturnier-Status | European Masters – Ranglistenturnier-Status | European Masters – Ranglistenturnier-Status | European Masters – Ranglistenturnier-Status | European Masters – Ranglistenturnier-Status | European Masters – Ranglistenturnier-Status |
| ------------------------------------------- | ------------------------------------------- | ------------------------------------------- | ------------------------------------------- | ------------------------------------------- | ------------------------------------------- | ------------------------------------------- |
| 2016                                        | Bukarest – Circul Globus                    | Judd Trump                                  | 9:8                                         | Ronnie O’Sullivan                           | McCann & Thiess                             | 2016/17                                     |
| 2017                                        | Lommel – Topevenementenhal De Soeverein     | Judd Trump                                  | 9:7                                         | Stuart Bingham                              | 888sport                                    | 2017/18                                     |
| 2018                                        | Lommel – Topevenementenhal De Soeverein     | Jimmy Robertson                             | 9:6                                         | Joe Perry                                   | D88.com                                     | 2018/19                                     |
| 2020 (1)                                    | Dornbirn – Messe                            | Neil Robertson                              | 9:0                                         | Zhou Yuelong                                | BetVictor                                   | 2019/20                                     |
| 2020 (2)                                    | Milton Keynes – Marshall Arena              | Mark Selby                                  | 9:8                                         | Martin Gould                                | BetVictor                                   | 2020/21                                     |
| 2022                                        | Milton Keynes – Marshall Arena              | Fan Zhengyi                                 | 10:9                                        | Ronnie O’Sullivan                           | BetVictor                                   | 2021/22                                     |
| 2022 (2)                                    | Fürth – Stadthalle                          | Kyren Wilson                                | 9:3                                         | Barry Hawkins                               | BetVictor                                   | 2022/23                                     |
| 2023                                        | Nürnberg – KIA Metropol Arena               | Barry Hawkins                               | 9:6                                         | Judd Trump                                  | BetVictor                                   | 2023/24                                     |